# Circunvalación norte de Bilbao
La  BI-30  o circunvalación norte de Bilbao, llamado popularmente corredor del Txorierri, es una circunvalación en Vizcaya, y forma las partes norte y este del «anillo de Bilbao». Anteriormente era la denominación de la carretera nacional  N-637  y otra parte era de la  BI-637  y hasta septiembre de 2019, pasaron a la nueva denominación  BI-30 .
Empieza en un cruce con la  BI-10  en el barrio baracaldés de Cruces. Cruza el Puente de Róntegui, entrando en Erandio, y sigue hacia el sudeste por Sondica, Derio, Zamudio, Lezama, y Larrabezúa, antes de enlazar con la  AP-8  y  N-634  en Galdácano, concretamente en el barrio de Erletxe.

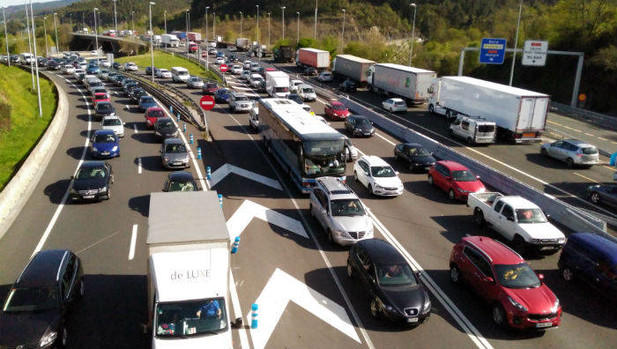
BI-30 a su cruce con la BI-20 y la N-633.

## Tramos
| Denominación | Tramo | Kilómetros          | Año servicio |
| ------------ | --- | ------------------- | --- |
| BI-30        | Solución Sur (y parte de Ugaldebieta) Intercambiador de Cruces A-8 BI-10 Tramo original: Cruces - Calle Ronda de Azkue Remodelación: Cruces - Calle Ronda de Azkue Ampliación (sentido Norte): Cruces - Calle Ronda de Azkue | - 1 1,2             | 1984 2 carriles por sentido: 1977 4 carriles por sentido: 1983 4 carriles de único sentido: 2023 |
| BI-30        | Solución Ugaldebieta Tramo original: Calle Ronda de Azkue - Erandio BI-637 Ampliación: Calle Ronda de Azkue - Erandio BI-637                                                                                                 | 2,3 2,3             | 4 carriles por sentido: 1983 5 carriles por sentido: Inicio de obras (conclusión prevista para finales de 2026)                                                                                        |
| BI-30        | Erandio BI-637 - Enekuri | 1                   | 2 carriles por sentido: 1988 4 carriles por sentido (sentido Baracaldo): 2006 |
| BI-30        | Enekuri - Derio Tramo: Enekuri - Túneles de Artxanda Tramo: Túneles de Artxanda - Larrondo Tramo: Larrondo - Derio Tramo: Túneles de Artxanda - Derio                                                                        | 5,8 1,6 1,8 1,2 4,1 | 2 carriles por sentido: 1994 3 carriles por sentido: 2006 3 carriles por sentido (sentido Erandio): 2006 3 carriles por sentido (sentido Erandio): 2010 3 carriles por sentido (sentido Erletxe): 2009 |
| BI-30        | Derio - Larrabetzu | 8                   | 2003 |
| BI-30        | Larrabetzu - Erletxe AP-8 | 2,5                 | 2003 |